# Kleine ronden
Kleine ronden is de naam die wordt gegeven aan wielerevenementen op de weg in etappes van ongeveer een week. Traditioneel bestaan ze uit 7 fasen, hoewel er 8 fasen zijn en 6. Ze bevatten meestal vlakke, berg- of middelzware bergetappes en individuele tijdritten (in een variabel aantal) in hun lay-out.
Naast het algemeen klassement zijn er in de kleine Tours, net als in de Grote Rondes, een reeks secundaire klassementen. De meest voorkomende zijn het puntenklassement, het bergklassement en het ploegenklassement.
De proeven zijn verbonden aan de UCI World Tour, die de winnaar van het algemeen klassement een score geeft op basis van hun belangrijkheid.
Primož Roglič heeft het record dat hij de enige wielrenner was die in staat was om de overwinning te behalen in 6 van de 7 kleine ronden in de geschiedenis.

## Kleine ronden UCI WordTour
Hoewel de huidige wielerkalender meer kleine rondes bevat, zijn de 7 historische kleine rondes vetgedrukt weergegeven.
| Ronde                    | stadia | UCI Word Ranking-punten | UCI Word Ranking-punten | UCI Word Ranking-punten |
| Ronde                    | stadia | 1e gerangschikt         | 2e geklasseerd          | 3e geklasseerd          |
| ------------------------ | ------ | ----------------------- | ----------------------- | ----------------------- |
| Parijs-Nice              | 8      | 500                     | 400                     | 325                     |
| Ronde van Zwitserland    | 8      | 500                     | 400                     | 325                     |
| Critérium du Dauphiné    | 8      | 500                     | 400                     | 325                     |
| Tirreno-Adriatico        | 7      | 500                     | 400                     | 325                     |
| Ronde van Romandië       | 6      | 500                     | 400                     | 325                     |
| Tour Down Under          | 6      | 500                     | 400                     | 325                     |
| Ronde van Catalonië      | 7      | 400                     | 320                     | 260                     |
| Ronde van het Baskenland | 7      | 400                     | 320                     | 260                     |
| Ronde van Polen          | 7      | 400                     | 320                     | 260                     |
| Benelux Tour             | 7      | 400                     | 320                     | 260                     |
| VAE Tour                 | 7      | 300                     | 250                     | 215                     |
| Ronde van Guangxi        | 6      | 300                     | 250                     | 215                     |

## Winnaars in de 7 historische kleine rondes
| Ronde                | Ronde                    | Primoz Roglic | Eddy Merck | Jacques Anquetil | Sean Kelly | Tony Rominger | Tadej Pogačar | Jonas Vingegaard |
| -------------------- | ------------------------ | ------------- | ---------- | ---------------- | ---------- | ------------- | ------------- | ---------------- |
|                      | Parijs-Nice              | Ja            | Ja         | Ja               | Ja         | Ja            | Ja            | Nee              |
|                      | Tirreno-Adriatico        | Ja            | Ja         | Ja               | Nee        | Ja            | Ja            | Ja               |
|                      | Ronde van Catalonië      | Ja            | Ja         | Ja               | Ja         | Nee           | Ja            | Nee              |
|                      | Ronde van het Baskenland | Ja            | Nee        | Nee              | Ja         | Ja            | Nee           | Ja               |
|                      | Ronde van Romandië       | Ja            | Ja         | Nee              | Nee        | Ja            | Nee           | Nee              |
|                      | Critérium du Dauphiné    | Ja            | Ja         | Ja               | Nee        | Nee           | Ja            | Ja               |
|                      | Ronde van Zwitserland    | Nee           | Nee        | Nee              | Ja         | Nee           | Nee           | Nee              |
| Totale overwinningen | Totale overwinningen     | 6             | 5          | 4                | 4          | 4             | 4             | 3                |